# Chagey
Chagey ist eine Gemeinde im französischen Département Haute-Saône in der Region Bourgogne-Franche-Comté.

## Geographie
Chagey liegt auf einer Höhe von 341 m über dem Meeresspiegel, vier Kilometer nordnordwestlich von Héricourt und etwa zehn Kilometer westsüdwestlich der Stadt Belfort (Luftlinie). Das Dorf erstreckt sich im Westen der Burgundischen Pforte, in einem Talbecken an der Lizaine, an der Mündung der Goutte Saint-Saut, am Südrand des Bois du Prosey.
Die Fläche des 6,99 km² großen Gemeindegebiets umfasst einen Abschnitt im Bereich der Burgundischen Pforte. Der zentrale Teil des Gebietes wird in Nord-Süd-Richtung von der Lizaine durchquert, die bei Chagey aus einem schmalen, waldigen Tal in ein weites Talbecken hinaustritt, das eine Breite von fast zwei Kilometern aufweist und durchschnittlich auf 340 m liegt. Es ist mit Sedimenten, so genannten Alluvionen des Quartärs gefüllt. Nach Norden erstreckt sich das Gemeindeareal in ein ausgedehntes Waldgebiet mit dem Bois du Prosey (478 m) und der Brisée, auf der mit 489 m die höchste Erhebung von Chagey erreicht wird. Dieses Hügelland bildet die südwestliche Fortsetzung der Vogesen und ist teils aus Buntsandstein aufgebaut, teils tritt auch das kristalline Grundgebirge zutage.
Zu Chagey gehört der Weiler Genechier (360 m) in einem Seitental der Lizaine am Südfuß der Brisée. Nachbargemeinden von Chagey sind Chenebier und Frahier-et-Chatebier im Norden, Châlonvillars, Mandrevillars und Échenans-sous-Mont-Vaudois im Osten sowie Luze im Süden und Westen.

## Geschichte

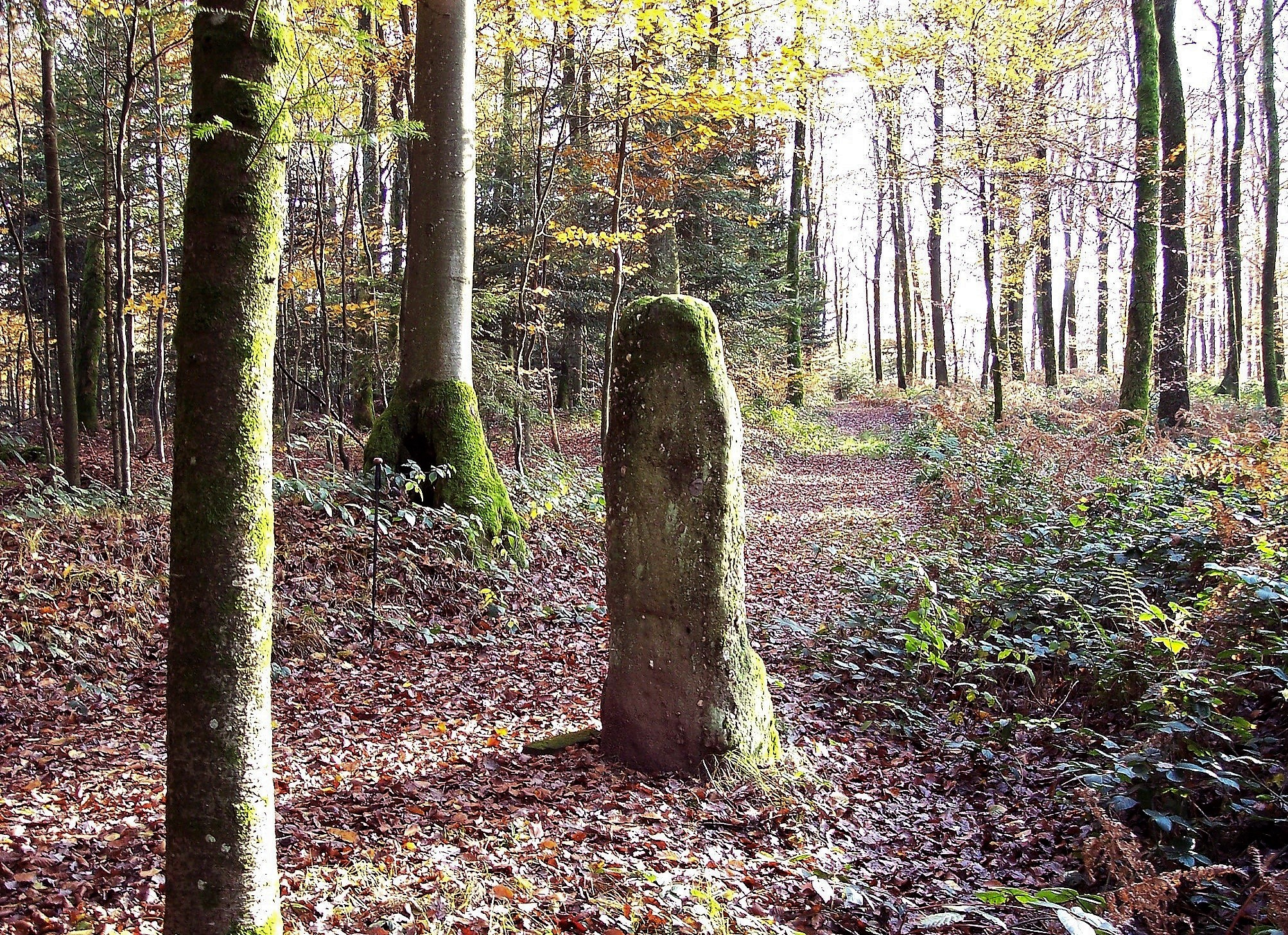
Der Borne Saint-Desle ist ein Menhir bei Chagey

Das Gemeindegebiet von Chagey war bereits in gallorömischer Zeit bewohnt. Aus der Merowingerzeit wurde ein Gräberfeld entdeckt. Erstmals urkundlich erwähnt wird Chagey im Jahr 1275 unter dem Namen Chages. Im Lauf der Zeit wandelte sich die Schreibweise über Chaigei (1313), Chageo (1392) und Chaigey (1448) zum heutigen Chagey (1511). Der Ortsname geht auf den gallischen Personennamen Cavius zurück und bedeutet Landgut des Cavius.
Seit dem Mittelalter gehörte Chagey zur Herrschaft Héricourt, die unter der Oberhoheit der Grafen von Montbéliard stand. Der erste Hochofen wurde 1586 in Betrieb genommen, und die eisenverarbeitende Industrie hatte bis zu Beginn des 20. Jahrhunderts Tradition. Chagey, das bis dahin unter der Oberhoheit des
Fürstentums Württemberg-Mömpelgard (Montbéliard) stand, gelangte im Jahr 1748 vertraglich endgültig an die französische Krone. In dem betreffenden Vertrag hatte Frankreich dem bisherigen Landesherrn, dem Herzog von Württemberg, u. a. die Wahrung des status quo der lutherischen Kirche zugesichert. Zu einer Gebietsveränderung kam es 1808, als das vorher selbständige Genechier nach Chagey eingemeindet wurde. Seit 2001 ist Chagey Mitglied des 20 Ortschaften umfassenden Gemeindeverbandes Communauté de communes du Pays d’Héricourt.

## Sehenswürdigkeiten
Die lutherische Dorfkirche von Chagey wurde im ersten Viertel des 19. Jahrhunderts erbaut. Aus dem Vorgängerbau von 1748, eine der zwanzig Kirchen, die im Auftrag Herzog Carl Eugens in seiner langen Herrschaft (1737–1793) neu erbaut oder erneuert wurden, und früheren Kirchbauten an gleicher Stelle übernahm die heutige Kirche eine reiche Ausstattung. Diese ist seit 2000 als Monument historique gelistet, darunter ein Kruzifix (16. Jahrhundert), ein Altar (18. Jahrhundert) und eine reich skulptierte Kanzel (17. Jahrhundert). Die Kirchengemeinde gehört mit elf weiteren zum lutherischen Pfarrverbund Le Mont Vaudois. Seit 1740 werden auch wieder katholische Messen gehalten, zunächst im Chor der lutherischen Dorfkirche, gemäß königlichem Dekret damals Simultankirche. 1901 zog die katholische Gemeinde in ihre eigene ab 1898 neu erbaute Kirche St. Martin. Aus dem 19. Jahrhundert stammt die Mairie (Gemeinde- und Schulhaus). Gebäude der ehemaligen Eisenwerke aus dem 18. und 19. Jahrhundert sind erhalten.

Kirchen in Chagey
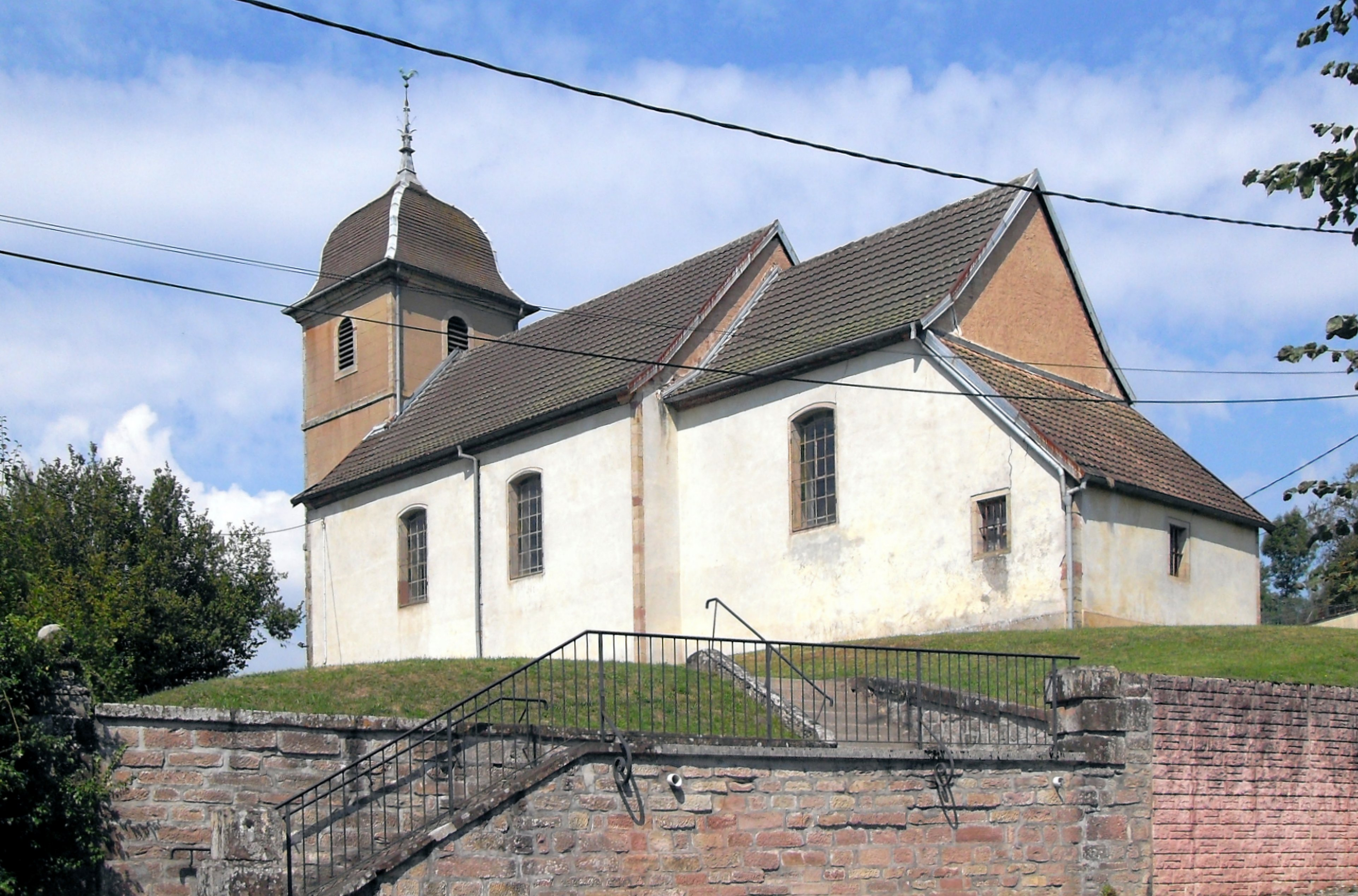
Lutherische Dorfkirche
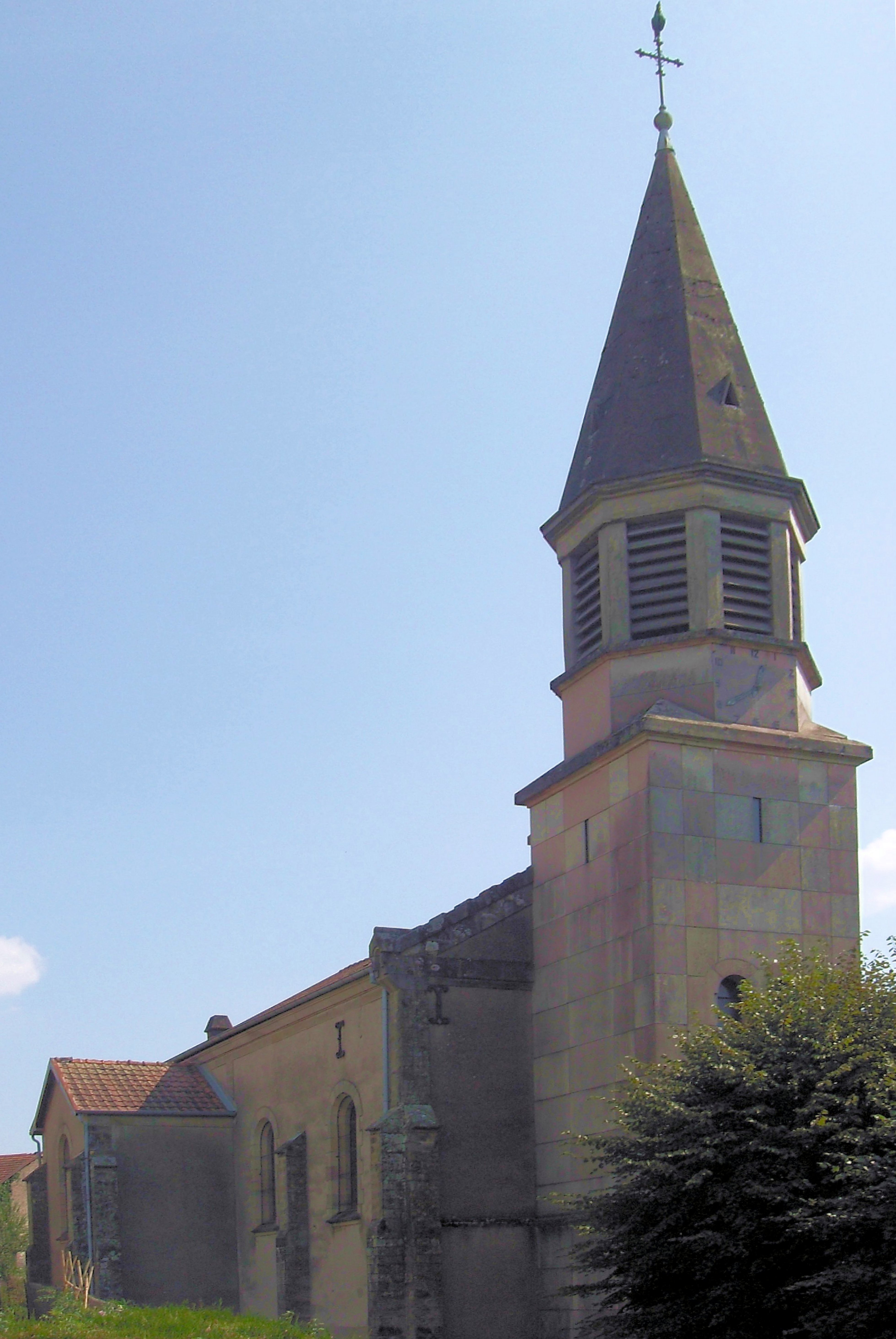
Katholische Kirche St. Martin

## Bevölkerung
| Jahr                       | 1962 | 1968 | 1975 | 1982 | 1990 | 1999 | 2008 | 2018 |
| -------------------------- | ---- | ---- | ---- | ---- | ---- | ---- | ---- | ---- |
| Einwohner                  | 470  | 472  | 545  | 567  | 621  | 659  | 675  | 626  |
| Quellen: Cassini und INSEE |      |      |      |      |      |      |      |      |

Mit 604 Einwohnern (Stand 1. Januar 2022) gehört Chagey zu den kleinen Gemeinden des Départements Haute-Saône. Nachdem die Einwohnerzahl in der ersten Hälfte des 20. Jahrhunderts leicht abgenommen hatte (1886 wurden noch 796 Personen gezählt), wurde seit Mitte der 1960er Jahre ein kontinuierliches Bevölkerungswachstum verzeichnet.

## Wirtschaft und Infrastruktur
Chagey war lange Zeit ein durch die Landwirtschaft (Ackerbau, Obstbau und Viehzucht) und die Forstwirtschaft geprägtes Dorf. Wichtige Bedeutung hatten die Eisenwerke. Heute gibt es verschiedene Betriebe des lokalen Kleingewerbes, vor allem in der Holzverarbeitung und der Feinmechanik. Mittlerweile hat sich das Dorf auch zu einer Wohngemeinde gewandelt. Viele Erwerbstätige sind deshalb Wegpendler, die in Héricourt und in den Agglomerationen Belfort und Montbéliard ihrer Arbeit nachgehen.
Die Ortschaft ist verkehrstechnisch gut erschlossen. Sie liegt nahe der abschnittsweise vierspurig ausgebauten Hauptstraße D438, die von Belfort nach Lure führt. Der nächste Anschluss an die Autobahn A36 befindet sich in einer Entfernung von ungefähr 14 km. Weitere Straßenverbindungen bestehen mit Chenebier, Châlonvillars und Luze.